# Thomas Kapatos
Thomas Kapatos, detto Tommy the Greek (Tommy il greco) (New Jersey, 1º gennaio 1915 – New York, 22 gennaio 1977), è stato un criminale statunitense di origini greche, legato alla malavita irlandese di New York.
Condannato per rapina a mano armata, Kapatos operava come sicario e uomo di fiducia del boss criminale di Hell’s Kitchen, Mickey Spillane, durante la violenta faida contro Jimmy Coonan negli anni ’70. La sua vita criminale si concluse tragicamente nel 1977, quando fu ucciso a causa dello scontro tra la banda di Spillane e la potente famiglia mafiosa dei Genovese.

## Biografia
Nato nel New Jersey il 1º gennaio 1915 da Florence (nata Kalais) e Gregory Kapatos, immigrati greci originari dell’isola di Karpathos, Thomas Kapatos portava un cognome che richiamava le sue radici nel Dodecaneso. Conosciuto anche con il nome di Thomas Russo, visse in diverse località del New Jersey, tra cui Fort Lee, Union City e West New York. Lavorava come scaricatore di porto nella zona ovest di Manhattan, a New York. Il giornalista del New York Daily News, Joseph McNamara, lo descrisse come un uomo muscoloso, alto circa un metro e settantacinque, noto per il suo "temperamento esplosivo".

## Carriera criminale

### Condanna per omicidio e assoluzione
Il 6 ottobre 1937, Thomas Kapatos fu arrestato mentre era in possesso di due pistole - un revolver calibro .32 e un revolver Smith & Wesson calibro .38, in dotazione alla polizia - poco dopo l’omicidio di Albert DiLlulio, avvenuto sulla 48ª Strada a Manhattan. Il revolver calibro .38 conteneva quattro bossoli esplosi, e nella perquisizione successiva nella sua abitazione vennero trovate anche scatole di munizioni per entrambi i calibri. Kapatos sostenne di aver trovato le armi per caso su uno scalino mentre si recava alla stazione della metropolitana, dopo aver terminato il suo turno al molo della 48ª Strada. Poco dopo avrebbe scoperto il cadavere di DiLlulio e, temendo di essere incastrato come colpevole, si era dato alla fuga, venendo subito fermato dalla polizia. Nonostante la sua versione dei fatti, il 29 novembre 1938 fu condannato per omicidio di secondo grado e condannato a una pena da vent’anni fino all’ergastolo. Fu rilasciato sulla parola nel 1954, ma successivamente rientrò in carcere per aver violato i termini della libertà vigilata.
Anni dopo la condanna, emerse un elemento fondamentale: un testimone, Michael Danise, aveva dichiarato di aver visto due persone fuggire dalla scena dell’omicidio subito dopo gli spari, precisando che Kapatos non era tra loro. Danise affermò inoltre di aver visto Kapatos arrivare sulla scena solo in un secondo momento, versione che combaciava perfettamente con quanto dichiarato dallo stesso imputato. Tuttavia, l’esistenza di Danise non era mai stata comunicata alla difesa durante il processo.
Sulla base di questa nuova testimonianza, l’avvocato di Kapatos, Joseph Aronstein, presentò una richiesta di habeas corpus. Il 9 luglio 1962, il giudice Edmund L. Palmieri accolse l’istanza, stabilendo che l’ufficio del procuratore distrettuale di Manhattan aveva compromesso il diritto a un processo equo, omettendo informazioni cruciali per la difesa. Dopo aver scontato ventitré anni di carcere, Thomas Kapatos fu infine liberato nell’agosto del 1962 e le accuse contro di lui vennero annullate.

### Rapine
L’8 novembre 1963, Thomas Kapatos e altri quattro complici presero parte a quello che la stampa definì il “Grande Colpo di Gioielli Fallito del 1963”, un tentativo di rapina da 3 milioni di dollari ai danni di un carico di gioielli trasportato da sei dipendenti della AAA Jewelry Service su una station wagon. A bordo di una berlina nera e travestiti da poliziotti, Kapatos e un altro uomo fermarono il veicolo nella zona di Hell’s Kitchen, a Manhattan, minacciarono gli impiegati con le armi e li caricarono su un furgone, dove li ammanettarono. Tuttavia, il colpo fallì in modo goffo: i rapinatori non riuscirono a mettere in moto la station wagon, poiché era dotata di cambio manuale, un tipo di trasmissione che non sapevano usare. Mentre i rapinatori si dileguavano, alcuni lavoratori presenti sulla scena - invece di chiamare la polizia - ne approfittarono per rubare parte dei gioielli. Alla fine, circa il 90% del bottino venne recuperato. La polizia di New York identificò Kapatos come sospetto poco dopo l’accaduto.
All’inizio del 1964, Kapatos si unì a una banda di rapinatori composta da John Pierce, Charles Roberts, Frank “Machine Gun” Campbell e Henry “Speedy” Speditz. Si incontravano abitualmente al Market Diner sulla West 51ª Strada, nel cuore di Hell’s Kitchen. Kapatos, reclutato da Pierce per via dei suoi garage in New Jersey e della disponibilità di armi e attrezzature, progettò un piano per assaltare un furgone blindato della First National Bank nella contea di Passaic, New Jersey. Il piano prevedeva un’imboscata in una strada isolata a Paterson. Serviva un quinto uomo, e Kapatos coinvolse l’amico Thomas Callahan nella primavera del 1964. Dopo due tentativi falliti, Roberts e Campbell abbandonarono il piano a causa dell’irritabilità di Kapatos, e Campbell morì d’infarto nell’ottobre dello stesso anno.
Il percorso del furgone bancario fu modificato includendo fermate presso alcune chiese. La mattina del 21 dicembre 1964, tre uomini mascherati e armati fecero irruzione nella chiesa di Sant’Antonio a Paterson, ammanettando quattro sacerdoti e un custode, per poi minacciare con le pistole le guardie arrivate a ritirare la raccolta domenicale. I rapinatori fuggirono con 1.100 dollari delle offerte e 511.000 dollari dal furgone, a bordo di una Chevrolet guidata da un quarto complice. La rapina fu la più grande mai avvenuta a Paterson e la più rilevante nell’area metropolitana di New York dai tempi del colpo da 3 milioni del 1878. La quota di Kapatos superò i 100.000 dollari, che lui e Callahan usarono per finanziare attività di usura.
Nei primi mesi del 1965, Callahan e Speditz attirarono l’attenzione dell’FBI a causa di acquisti vistosi e vacanze costose a Miami. Il 22 gennaio Callahan fu interrogato in Florida, ma non rivelò nulla. Intanto, oggetti rubati da due auto utilizzate nella rapina furono trovati nell’appartamento di Speditz nel Bronx, mentre tracce di vernice compatibili con uno dei veicoli portarono a un garage di proprietà di Pierce. Nel marzo 1965, l’FBI sorvegliò Kapatos mentre parlava con Roberts, il quale fu poi interrogato ma non collaborò. Tra novembre e dicembre, alcuni testimoni del colpo ai gioielli riconobbero Kapatos in due occasioni distinte, mentre una suora di Sant’Antonio lo identificò come un mendicante che aveva visitato il convento adiacente due volte prima della rapina, probabilmente per effettuare un sopralluogo.
Roberts fu gravemente ferito in due attentati tra il 1965 e il 1966; sopravvisse a una sparatoria e a un’autobomba, ma perse una gamba e la moglie fu anch’essa ferita gravemente. Dopo questi eventi, decise di collaborare con l’FBI. Lui e la moglie entrarono nel programma di protezione testimoni. Poco dopo, Pierce e Speditz scomparvero; le autorità sospettano siano stati uccisi per impedirne la collaborazione.
Il 7 ottobre 1966, Kapatos fu condannato a sette anni e mezzo di carcere per il tentativo di furto del carico di gioielli. I suoi quattro complici non furono mai identificati. Nel dicembre 1968, mentre si trovava in prigione ad Atlanta, fu incriminato per la rapina al furgone blindato del 1964, insieme a Callahan, Pierce, Speditz e il defunto Campbell. Callahan fu arrestato a New York, ma Pierce e Speditz non vennero mai trovati. Il denaro rubato - 513.509 dollari - non fu mai recuperato.
Nel giugno 1970, Kapatos e Callahan furono processati per cospirazione e trasporto di veicoli rubati attraverso i confini statali, davanti al giudice Thomas Murphy a New York. Roberts, ora con una protesi alla gamba, testimoniò per l’accusa. Entrambi furono condannati a dieci anni di carcere — due condanne consecutive da cinque anni ciascuna. La Corte d’Appello confermò la condanna il 22 marzo 1972.

## Morte
Thomas Kapatos divenne uno dei principali luogotenenti e sicari del boss della malavita di Hell’s Kitchen, Mickey Spillane. Negli anni ’70, esplose un violento conflitto tra la banda irlandese di Spillane e la famiglia mafiosa dei Genovese per il controllo del Jacob K. Javits Convention Center, in costruzione nel quartiere di Chelsea, a sud di Hell’s Kitchen, Manhattan. Spillane riuscì inizialmente a tenere la Mafia fuori dal progetto, suscitando la furiosa reazione dei Genovese.
Per vendicarsi, la famiglia mafiosa assoldò Joseph "Mad Dog" Sullivan, un sicario irlandese-americano indipendente, con l’obiettivo di eliminare in segreto gli uomini più fidati di Spillane. Il 27 gennaio 1977, nel primo pomeriggio, Kapatos fu freddato a colpi di pistola sulla West 34th Street, a Midtown Manhattan, da un killer al soldo del boss dei Genovese, Anthony "Fat Tony" Salerno. Fu il terzo membro della cerchia ristretta di Spillane a cadere in quella che si rivelò una vera e propria ondata di omicidi durata sei mesi, dopo l’uccisione di Tom Devaney ed Eddie "the Butcher" Cummiskey.
La stessa sorte toccò infine a Mickey Spillane, assassinato davanti al suo appartamento a Woodside, nel Queens, il 13 maggio 1977. La sua morte aprì la strada a Jimmy Coonan, appoggiato dalla famiglia mafiosa dei Gambino, che prese definitivamente il controllo del racket irlandese a Hell’s Kitchen.